# Loriot à tête verte
Pour les articles homonymes, voir Tête verte.
Oriolus chlorocephalus
Espèce
Statut de conservation UICN

 LC  : Préoccupation mineure
Le Loriot à tête verte (Oriolus chlorocephalus) est une espèce de passereau de la famille des Oriolidae.

## Habitat
Il habite les forêts sèches tropicales et subtropicales et les forêts humides de montagne tropicales et subtropicales entre 850 et 2 000 m d'altitude.

## Alimentation
Cet oiseau consomme des fruits.

## Reproduction
Le nid est construit dans un arbre entre 10 et 40 m de hauteur.

## Répartition et sous-espèces
- Oriolus chlorocephalus amani Benson, 1947 : du sud du Kenya à l'est de la Tanzanie ;
- Oriolus chlorocephalus chlorocephalus Shelley, 1896 : sud du Malawi ;
- Oriolus chlorocephalus speculifer Wolters & Clancey, 1969 : au Mozambique (parc national de Gorongosa).